# Mednarodna kemijska olimpijada
Mednarodna kemijska olimpijada (kratica MKO) je mednarodno kemijsko tekmovanje, namenjeno gimnazijcem iz vsega sveta. Prvo MKO so organizirali v Pragi leta 1968, od takrat pa tekmovanje vsako leto organizira druga država. Ekipa vsake države lahko šteje do 4 člane. Tekmovanja se redno udeležuje tudi Slovenija.

## Uspehi slovenske olimpijske ekipe na MKO*
Slovenija na MKO redno dosega medalje, največkrat bronaste, včasih pa tudi srebrne.
V zadnjem času so srebrne medalje za Slovenijo dosegli:
- Leta 2013 (Rusija) Nejc Čeplak, II. gimnazija Maribor
- Leta 2012 (ZDA) Rok Kaufman, Gimnazija Vič
- Leta 2008 (Madžarska) Tomaž Mohorič, Gimnazija Bežigrad
- Leta 2004 (Nemčija) Jan Lonzarič
- Leta 1998 (Avstralija) Andrej Grubišič, II. gimnazija Maribor
- Leta 1996 (Rusija) Vesna Krošelj, Gimnazija Novo mesto
- Leta 1993 (Italija) Tomaž Urbič, Gimnazija Novo mesto

* (podatki morda niso popolni)

## Mednarodne kemijske olimpijade v zadnjem času
- 47. MKO bo v Azerbajdžanu leta 2015.
- 46. MKO bo v Vietnamu leta 2014.
- 45. MKO bo v Rusiji leta 2013.
- 44. MKO je bila v ZDA leta 2012.
- 43. MKO je bila v Turčija leta 2011.
- 42. MKO je bila na Japonskem leta 2010.
- 41. MKO je bila v Združenem kraljestvu leta 2009.
- 40. MKO je bila v Budimpešti, Madžarska, leta 2008.
- 39. MKO je bila v Rusiji leta 2007.
- 38. MKO je bila v Južni Koreji leta 2006.
- 37. MKO je bila v Taipeju, Tajvan,leta 2005.
- 36. MKO je bila v Kielu, Nemčija, julija 2004.
- 35. MKO je bila v Atenah, Grčija, julija 2003.
- 34. MKO je bila v Groningenu, Nizozemska, julija 2002.
- 33. MKO je bila v Mumbaiu, Indija, julija 2001.